# 神奈川県立横浜平沼高等学校
神奈川県立横浜平沼高等学校（かながわけんりつ よこはまひらぬまこうとうがっこう）は、神奈川県横浜市西区岡野一丁目にある全日制普通科の県立高等学校。

## 概要
神奈川県で最初に創立された県立高等女学校が前身。
かつて併設されていた通信制は、湘南高校通信制と統合され、2008年4月より神奈川県立横浜修悠館高等学校に移管された。

## 沿革
（沿革節の主要な出典は公式サイト）
- 1900年（明治33年） - 神奈川県高等女学校の設立が認可される。
- 1901年（明治34年） - 神奈川県立高等女学校と改称。
- 1907年（明治40年） - 女子師範学校を併置（1927年まで）。
- 1923年（大正12年） - 関東大震災で校舎が倒壊。
- 1928年（昭和3年） - 二代目校舎が完成。
- 1929年（昭和4年）4月23日 - 昭和天皇による復興状況視察先の一つとなる[1]。
- 1930年（昭和5年） - 神奈川県立横浜第一高等女学校と改称。
- 1945年（昭和20年） - 横浜大空襲により、臨時の救護病院となる。
- 1948年（昭和23年） - 神奈川県立横浜第一女子高等学校と改称。教育通信部（後の通信制課程）を併置。
- 1949年（昭和24年） - 県立横浜保育園を併置（1990年まで）。
- 1950年（昭和25年） - 男女共学化に伴い、神奈川県立横浜平沼高等学校と改称。校歌の歌詞を改定。小学区制が導入される。
- 1992年（平成4年） - 三代目校舎（現在の校舎）が完成。
- 2000年（平成12年） - 創立100周年を迎える。
- 2008年（平成20年）3月 - 通信制閉講。
- 2024年 - 「平翠戦」が、復活。　特設サイト[2]。

## 校歌
神奈川県立横浜平沼高等学校校歌
- 1916年（大正5年）制定、1950年（昭和25年）改定

作詞 佐佐木信綱／作曲 幸田延

## 部活動
運動部
- 陸上競技部
- 女子バレーボール部
- 男・女バスケットボール部
- バドミントン部
- サッカー部
- 女子ハンドボール部
- 剣道部
- 弓道部
- 男・女硬式テニス部
- ダンス部
- 硬式野球部

文化部
- 吹奏楽部
- オーケストラ部
- 演劇部
- 華道部
- 合唱部
- かるた部
- 茶道部
- 文芸部
- ハンドメイド部
- 美術部
- 漫画研究部
- 放送部
- 軽音楽部
- 生物研究部
- 国際交流部
- 英語ディベート部
- 写真部
- クイズ研究部
- ボードゲーム部

## 著名な出身者

### 行政
- 高須幸雄（国際連合事務総長特別顧問（人間の安全保障担当）、前国際連合事務次長、元国連大使）[4][5]

### 学術
- 東谷護（愛知県立芸術大学教授）[6]
- 羽入佐和子（元お茶の水女子大学学長、国立国会図書館長）[7]
- 譚璐美 (元慶應義塾大学講師、広東省中山大学講師、元慶應義塾大学訪問教授)
- 石黒圭（国立国語研究所教授、一橋大学連携教授）
- 武井浩三（経営思想家、社会活動家、社会システムデザイナー、著作家）

### 政界
- 中谷一馬（衆議院議員）[8]
- 清水富雄（横浜市会議員）
- 田上等（政治活動家）

### 実業家
- 田尻惠保（都市拡業代表取締役）

### 文化
- 安西篤子（作家）
- 伊藤有壱（アニメーション作家）
- 上条明峰（漫画家）
- 大西拓磨（デザイナー）
- 窪依凛（作家）※通信制
- 枝元なほみ（料理研究家）[9]
- 竹腰美代子（美容研究家）
- 山梨知彦（建築家）

### 芸能
- 紅澤葉子（女優）
- 草笛光子（女優）
- 岸恵子（女優）
- 小園蓉子（女優）
- 日比野恵子（女優、第2代ミス日本）
- 南美江（女優、元宝塚歌劇団男役）
- 北原遥子（女優、元宝塚歌劇団雪組）※2年修了で中退
- 七瀬快（女優、元宝塚歌劇団花組男役）
- 花柳寿南海（日本舞踊家）
- 工藤堅太郎（男優）
- 久留須ゆみ（タレント）
- 5代目柳家小せん（落語家）
- 山田華（ソプラノ歌手〈山田姉妹〉）
- 山根綺（声優）
- みつ（ミュージシャン・シンガーズハイ）

### 放送
- 斉藤安弘（元ニッポン放送アナウンサー）
- 遠藤ふき子（元NHKアナウンサー）
- 柴田博（朝日放送アナウンサー）
- 西村知江子（フリーアナウンサー、元ニッポン放送アナウンサー）
- 羽鳥慎一（フリーアナウンサー、元日本テレビアナウンサー）[10]
- 堀潤（フリーアナウンサー、元NHKアナウンサー）[11]
- 吉川美代子（フリーアナウンサー、元TBSアナウンサー）
- 山本萩子（フリーアナウンサー、セントフォース所属）

### スポーツ
- ジャッキー佐藤（プロレスラー）※通信制
- 和田昌士（プロサッカー選手）

### その他
- 田中敬子（プロレスラー・力道山の妻）
- 早乙女智子（医師）
- 養老静江（医師）